# تشارلز وارتون
تشارلز وارتون (بالإنجليزية: Charles Wharton)‏ هو لاعب كرة قدم أمريكية أمريكي، ولد في 1868 في ماغنوليا في الولايات المتحدة، وتوفي في 15 نوفمبر 1949 في دوفر في الولايات المتحدة.